# Frihet bor i Norden
Frihet bor i Norden (även Frihetssång) är en svensk sång komponerad 1847 för manskör av Gunnar Wennerberg. 
Frihet bor i Norden uruppfördes av Allmänna Sången vid vårkonserten 1847.
I maj 1848 gav Allmänna Sången två konserter i Stockholm. Det var första gången kören sjöng utanför Uppsala och första gången man gjorde en a cappella-konsert. Konserten gavs till förmån för Danmark. Konserten recenserades i en entusiastisk artikel i Dagligt Allehanda som skrev om Frihetssång: ”en sång af lif, eld och kraft, wärdig ett ungdomligt och kraftfullt sinne”. Sången har travesterats i Nordisk (eller Svensk) Punschsång, med text av Edvard Blom, farfarsfarbror till Edward Blom.

## Fotnoter
1. ↑  Se Slesvig-holsteinska kriget.